# Thomas Mudge
Thomas Mudge (Exeter, septiembre de 1717 - 14 de noviembre de 1794, Surrey) fue un relojero inglés que inventó el escape de palanca, una mejora tecnológica del reloj de bolsillo.

## Primeros años
Thomas Mudge fue el segundo hijo del clérigo Zachariah Mudge y de su esposa Mary Fox. Nació en Exeter, pero cuando era joven, la familia se mudó a Bideford, donde su padre se convirtió en director del liceo local. Thomas asistió a la misma escuela y, cuando tenía 14 o 15 años, fue enviado a Londres para ser aprendiz de George Graham, un relojero que se había formado con Thomas Tompion. El negocio de Graham estaba situado en Water Lane (Fleet Street).
Cuando Mudge se tituló como relojero en 1738, comenzó a trabajar para varios minoristas importantes de Londres. Mientras fabricaba un reloj de ecuación muy complicado para el relojero John Ellicott, se descubrió que Mudge era el verdadero fabricante del reloj y, posteriormente, se le encargó directamente que suministrara relojes para Fernando VI de España. Se sabe que fabricó al menos cinco relojes para el rey de España, incluido uno que repetía los minutos, así como los cuartos y las horas.

## Carrera
En 1748 se instaló en el 151 de Fleet Street y comenzó a publicar anuncios sobre su trabajo tan pronto como su antiguo maestro, George Graham, murió en 1751. Rápidamente adquirió reputación como uno de los relojeros más destacados de Inglaterra. En 1753 se casó con Abigail Hopkins de Oxford, con quien tuvo dos hijos.
En 1755 inventó el escape de palanca independiente, que primero aplicó a un reloj de pie, pero que más adelante se aplicó a relojes más pequeños, y que sigue siendo una característica de casi todos los relojes de bolsillo y de pulsera mecánicos fabricados desde entonces.
En 1765 publicó el libro, "Reflexiones sobre los medios para mejorar los relojes, en particular los destinados al uso en el mar".

### Premios de diseño
En 1770, debido a problemas de salud, Mudge abandonó su actividad comercial y se fue de Londres a vivir a Plymouth con su hermano, el Dr. John Mudge. A partir de esa fecha, trabajó en el desarrollo de un cronómetro marino que satisficiera los requisitos de la Junta de Longitud, que habían sido modificados después del trabajo anterior de John Harrison. Envió el primero de estos relojes para su prueba en 1774 y recibió 500 guineas por su diseño.
Completó otros dos en 1779 en un intento continuo de satisfacer los requisitos cada vez más difíciles establecidos por la Junta de Longitud. Fueron probados por el Astrónomo Real, Nevil Maskelyne y declarados insatisfactorios. A continuación se desató una controversia en la que se afirmó que Maskelyne no les había realizado una prueba justa.
Un caso similar de controversia se había presentado cuando la Junta de Longitud le negó a John Harrison el monto total del premio de 1714. Finalmente, en 1792, dos años antes de su muerte, un comité de la Cámara de los Comunes otorgó a Mudge 2.500 libras, y falló a su favor y en contra de la Junta de Longitud, entonces encabezada por Joseph Banks.
En 1770, Jorge III del Reino Unido compró un gran reloj de oro fabricado por Mudge, que incorporaba su escape de paleta. Se lo regaló a su esposa, la reina Carlota, y todavía permanece en la Royal Collection del Castillo de Windsor. En 1776, Mudge fue nombrado relojero del rey.

## Muerte
Su esposa Abigail murió en 1789. Thomas Mudge falleció en la casa de su hijo mayor, Thomas, en Newington Butts, al sur de Londres, el 14 de noviembre de 1794. Fue enterrado en la iglesia de St Dunstan-in-the-West (Fleet Street).